# محوطه سولی دره
محوطه سولی دره مربوط به دوران پیش از تاریخ ایران باستان است و در شهرستان مراغه، بخش سراجو، روستای صومعه سفلی واقع شده و این اثر در تاریخ ۲ آبان ۱۳۸۲ با شمارهٔ ثبت ۱۰۴۷۳ به‌عنوان یکی از آثار ملی ایران به ثبت رسیده است.